# Herb Siemianowic Śląskich
Herb Siemianowic Śląskich – jeden z symboli miasta Siemianowice Śląskie w postaci herbu, zatwierdzony zarządzeniem Ministra Spraw Wewnętrznych z 26 czerwca 1936 w sprawie zatwierdzenia herbu miasta Siemianowic Śląskich.

## Wygląd i symbolika
Herb przedstawia na błękitnej tarczy wieśniaka w białej sukmanie i obuwiu, z białymi włosami i wąsami. Lewą rękę ma zgiętą, opartą na boku, w prawej zaś trzyma trójgraniasty, czerwony kapelusz, rondem ku górze. Mężczyzna stoi na zielonym brzegu (murawie) srebrnej, falującej wody, w której w prawo płynie złoty karp. Z lewej strony postaci z jednej zielonej łodygi wyrastają trzy czerwone róże o złotych środkach; roślina ma po jednym liściu (symetrycznie) z prawej i z lewej strony łodygi.
Herb upamiętnia czasy średniowiecza, kiedy miasto to było niewielką osadą dostarczającą ryby i kwiaty na dwór księcia bytomskiego.

## Historia
Pierwowzorem siemianowickiego herbu jest XVIII w. godło znajdujące się na pieczęciach. Do najstarszych należy pieczęć gminna miasta z napisem „Gemeinde Schiemianowitz”, która używana była do momentu utworzenia powiatu katowickiego w 1873 roku. Pierwotnie w godle znajdował się rybak z wiadrem w ręku i trzema różami u stóp, stojący na brzegu rzeki, w której płynie ryba. W 1873 roku wprowadzono zmiany. Na nowym herbie rybak stał bezpośrednio na rybie, a w ręku trzymał kufel, a za nim znajduje się być może pług lub inne narzędzie rolnicze. Pieczęć nosiła napis: „Gemeinde Siemianowitz * Kr. Katowitz”. Po przyłączeniu Siemianowic do Polski wprowadzono kolejną pieczęć, która przedstawiała, jak wcześniej, rybaka stojącego na rybie, jednak trzymał on w jednym ręku wiadro, a w drugim wiecięrz z napisem "Gmina Siemianowice Śląskie * Powiat Katowice". W momencie uzyskania praw miejskich tj. 1932 sporządzono nowy herb, który zatwierdzony został 26 czerwca 1936 roku.

## Galeria

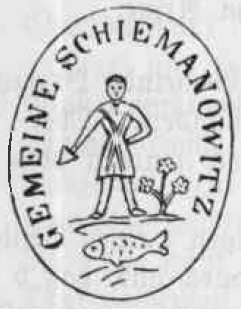
Pieczęć gminy Siemianowitz (przed 1912)
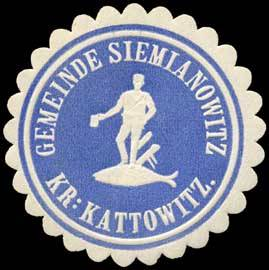
Zalepka gminy Siemianowitz
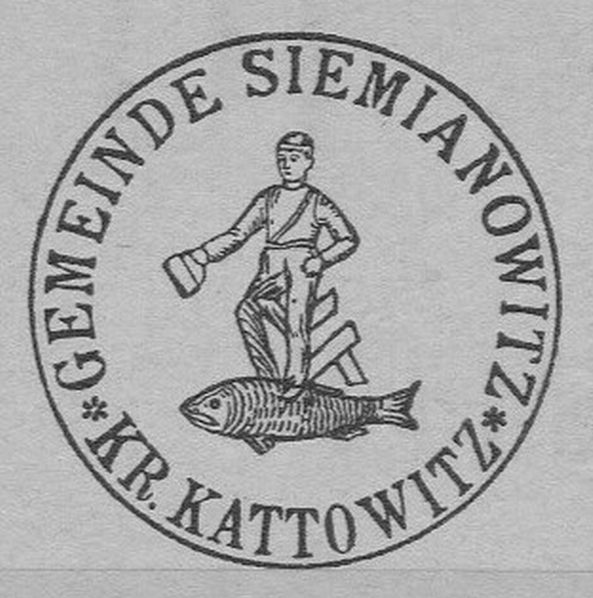
Pieczęć gminy Siemianowitz (1918)
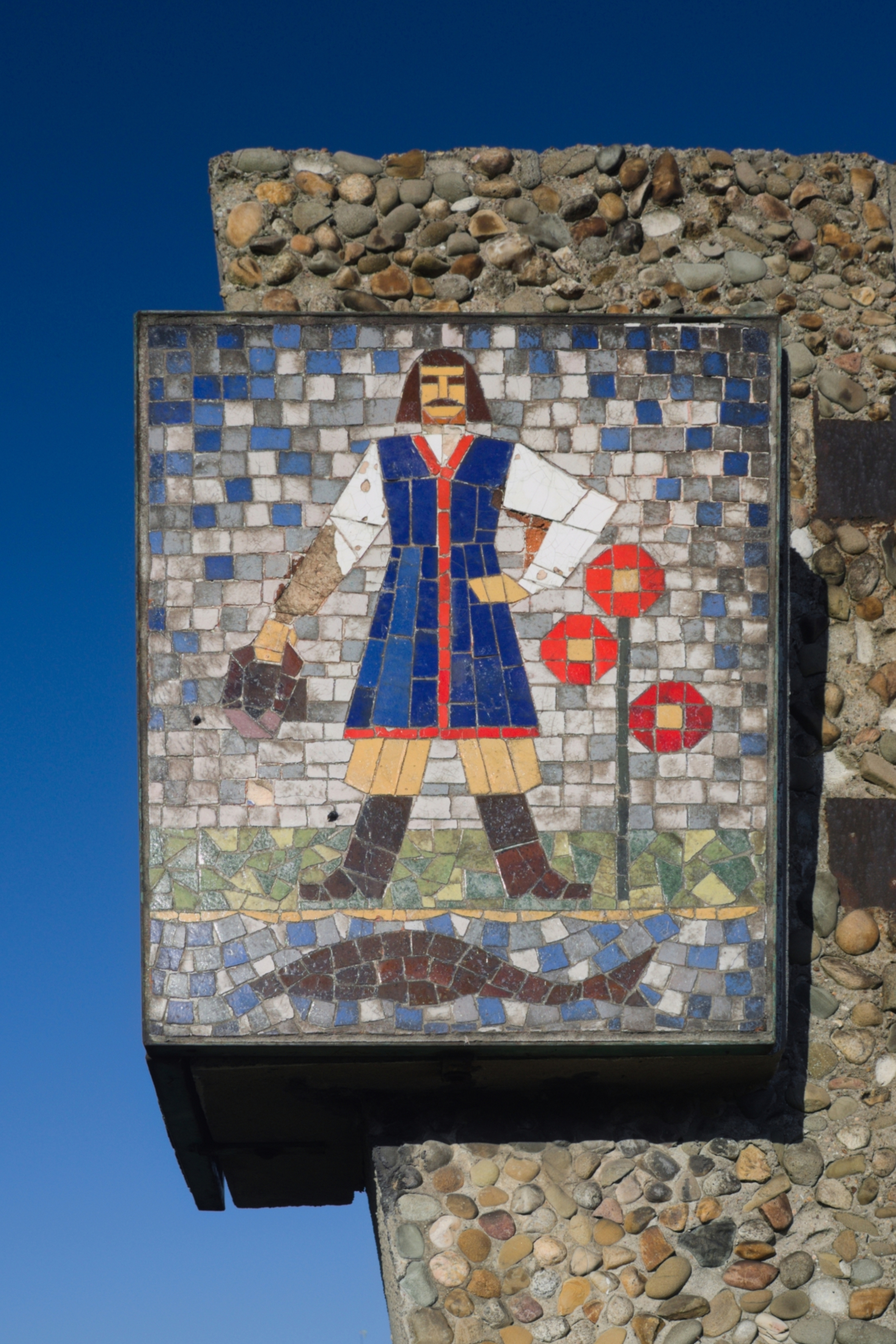
Mozaika z herbem (2. połowa XX wieku)
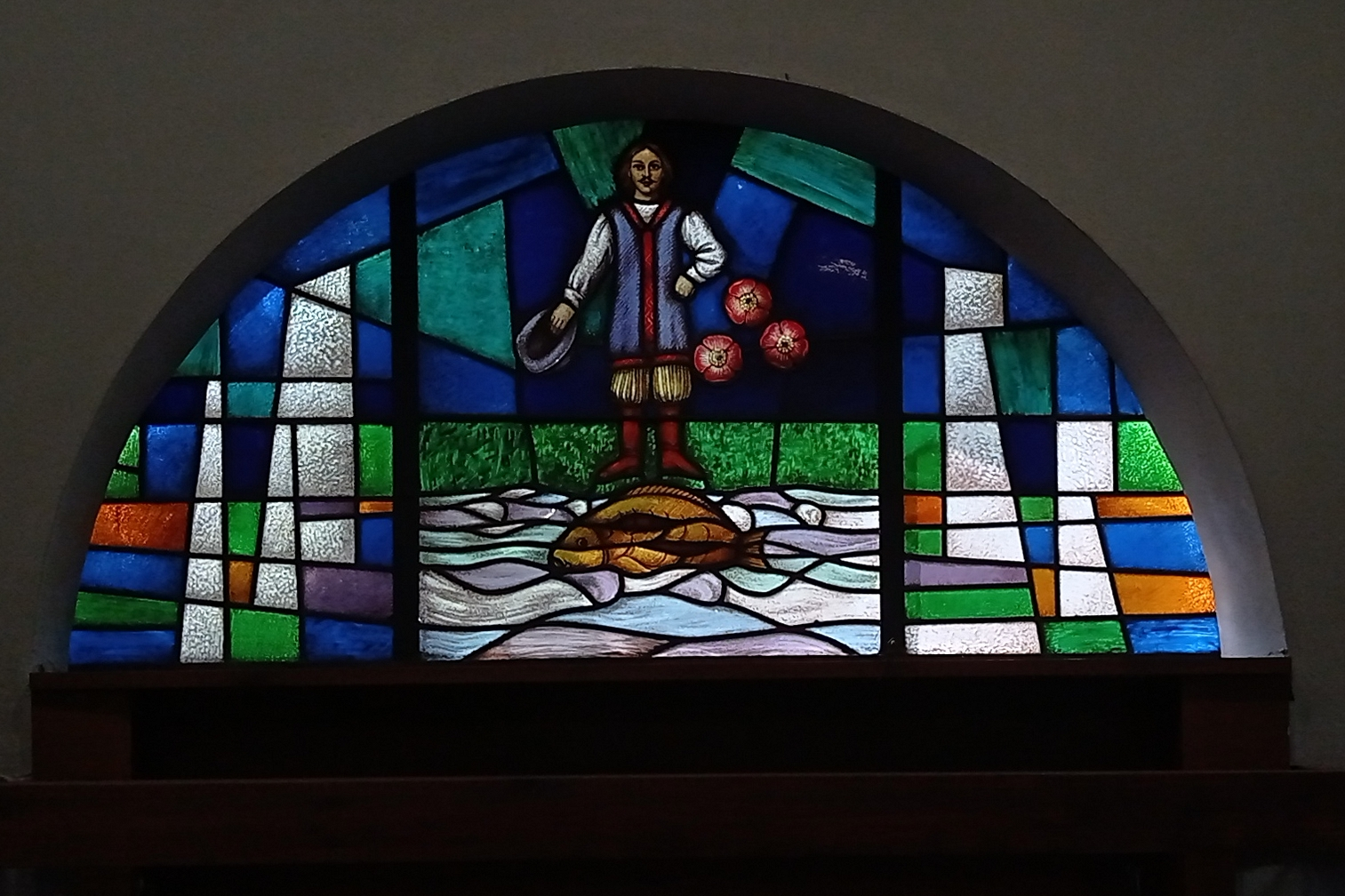
Witraż z herbem w Urzędzie Miasta
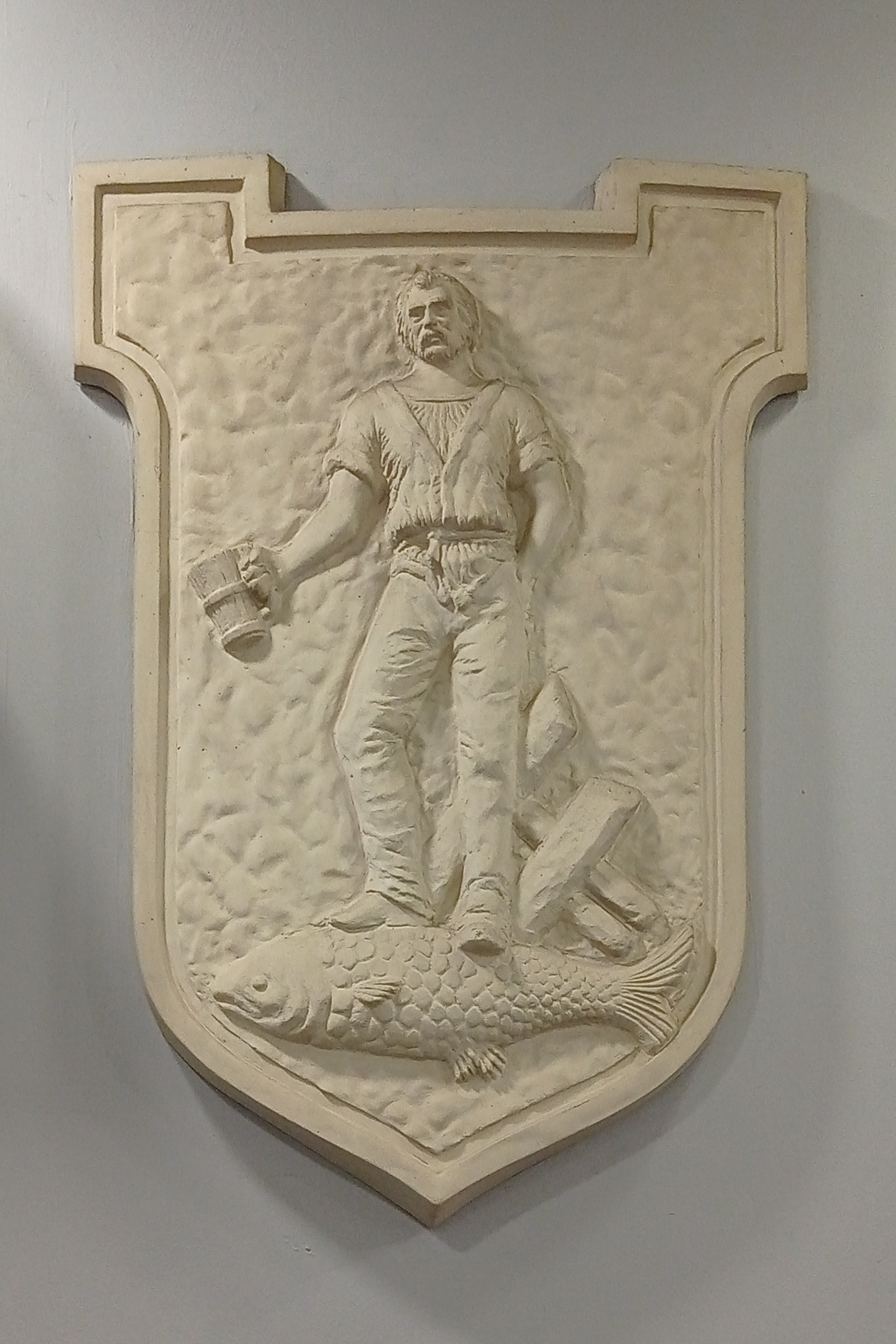
Płaskorzeźba z herbem w Urzędzie Miasta